# 庫爾熱沃

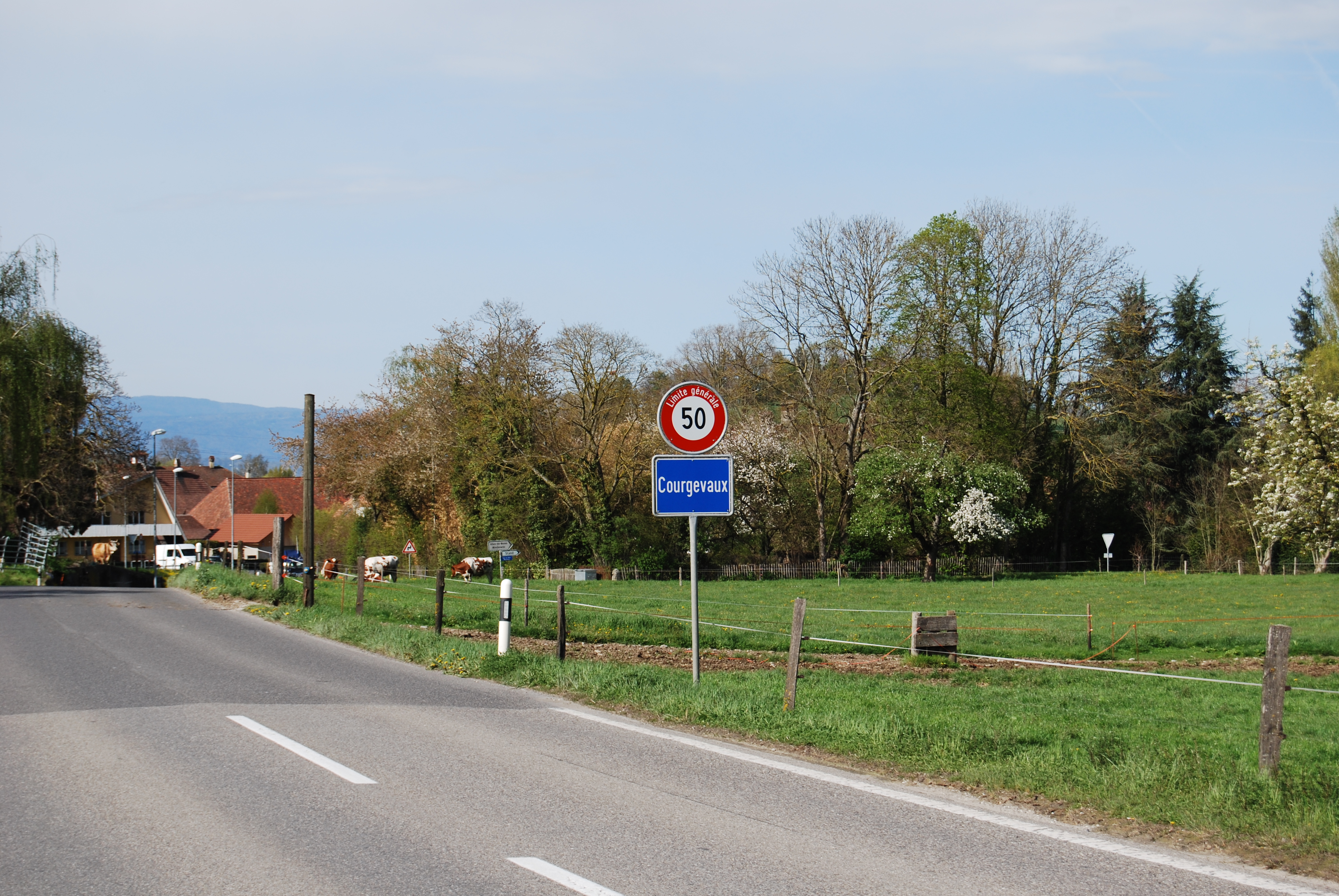

庫爾熱沃是瑞士的城鎮，位於該國西部，由弗里堡州負責管轄，面積3.36平方公里，海拔高度475米，2011年人口1,343，四成半人口信奉基督教，人口密度每平方公里400人。

## 外部連結
- Official website （法文）